# ジャン・レイサム＝ケーニック

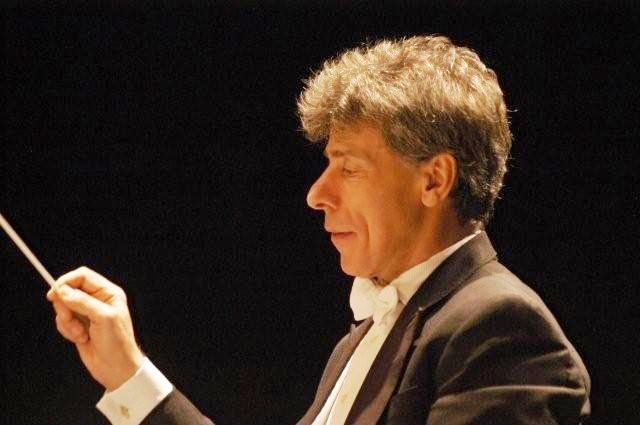
ジャン・レイサム＝ケーニック

ジャン・レイサム＝ケーニックまたはケーニッヒ（Jan Latham-Koenig, 1953年12月15日 - ）は、イギリスの指揮者。

## 経歴
イングランド生まれ。デンマーク、ポーランド、そしてフランス人貴族の血を引く。英国王立音楽院に学び、ピアノと指揮で多くの受賞を重ねる。1987年に33歳でウィーン国立歌劇場のデビューを飾り、その後1988年から1990年までローマ歌劇場首席客演指揮者、1989年から1992年までポルト国立交響楽団音楽監督、1997年からはストラスブール・フィルハーモニー管弦楽団とライン国立オペラの総監督を歴任した。
現在はロイヤル・オペラ・ハウス管弦楽団、ウィーン国立歌劇場、パリ・ガルニエ宮、オペラ・バスティーユ、トリノ・レージョ劇場、プラハ国立歌劇場、またテアトロ・マッシモなどヨーロッパの主要歌劇場、また南米チリのサンティアゴ市立劇場にて活動している。その他、後進の育成にも努め、若手奏者を集めて作ったオーケストラを率いてヨーロッパ内で自主公演もしている。

## 日本との関わり
1991年に初来日した。東京都交響楽団を始めとして、親交の深かった岩城宏之の招聘で実現したオーケストラ・アンサンブル金沢での公演など、おおむね2年おきに来日している。2008年12月には新日本フィルハーモニー交響楽団で、トルコのピアニスト、ファジル・サイとの共演による2つの協奏曲を含むオール・コンツェルト・プログラムを指揮する。
西洋史に詳しく、サマセット・モームの研究家であり、日本文学や日本文化に造詣の深い親日家でもある。国際政治学と安全保障問題にも詳しい。
英語、フランス語、ドイツ語、イタリア語、スペイン語に堪能である。
ロンドンに在住する。

## その他
1993年公開のデレク・ジャーマン監督映画『ウィトゲンシュタイン』で音楽を担当した。